# Michaił Chałdiejew
Michaił Iwanowicz Chałdiejew (ros. Михаил Иванович Халдеев, ur. 22 lipca 1921 we wsi Kriwoszejewka w guberni penzeńskiej, zm. 6 grudnia 2016) – radziecki dziennikarz, działacz partyjny i komsomolski.

## Życiorys
W 1939 skończył technikum handlowe, 1939-1945 służył w Armii Czerwonej (otrzymał stopień starszego porucznika), od 1942 należał do WKP(b), 1945 został funkcjonariuszem Komsomołu. W 1948 zaocznie ukończył Wyższą Szkołę Partyjną przy KC WKP(b), 1950-1951 był sekretarzem Moskiewskiego Miejskiego, a 1951-1952 Moskiewskiego Obwodowego Komitetu Komsomołu, 1952-1953 był I sekretarzem Moskiewskiego Komitetu Miejskiego Komsomołu, a 1953-1957 I sekretarzem Moskiewskiego Komitetu Obwodowego Komsomołu. W latach 1957–1959 był redaktorem naczelnym pisma "Mołodoj Kommunist", potem został funkcjonariuszem partyjnym, 1962-1964 kierował Wydziałem Ideologicznym KC KPZR ds. Przemysłu RFSRR, a od 1964 do kwietnia 1966 Wydziałem Propagandy i Agitacji KC KPZR ds. RFSRR. Od kwietnia 1966 do 1990 zajmował stanowisko redaktora naczelnego pisma "Partijnana Żyzń", od 9 kwietnia 1971 do 2 lipca 1990 był członkiem Centralnej Komisji Rewizyjnej KPZR, w tym od 5 marca 1976 do 25 lutego 1986 zastępcą przewodniczącego tej komisji, od 6 marca 1986 członkiem Biura tej komisji. W 1977 został odznaczony Orderem Lenina. Pochowany na Cmentarzu Kuncewskim w Moskwie.